# Спартак (фильм, 1953)
«Спартак» (итал. Spartaco) — итальянско-французский эпический исторический фильм-драма 1953 года, поставленный режиссером Риккардо Фредой с Массимо Джиротти в главной роли.

## Сюжет
74 год до нашей эры. Спартак, который вырос в аристократической семье боспорского царского рода Спартокидов и уже в восемнадцать лет служил центурионом в римской армии, однажды вступился за Амитис — оскорбленную дочь одного из провинциальных наместников. За эту дерзость Спартак попал в рабство и был отправлен гладиатором до Рима, а девушку отдали в танцовщицы на арене Колизея. Сабина — дочь римского военачальника Красса с первого взгляда влюбилась в Спартака и предложила в обмен за его любовь волю, и гордый раб ответил отказом. Среди истязаемых надзирателями гладиаторов назревал мятеж, нужен был только вождь, и им стал Спартак, прирожденный лидер и организатор. Семьдесят восемь гладиаторов ночью напали на стражу, выломали двери застенки и вырвались из города. Спартак повел свой маленький отряд к горе Везувий и разбил там свой лагерь. Численность мятежного отряда увеличивалась, и вскоре, он превратил свое войско рабов в настоящую дисциплинированную армию, которая взяла несколько ошеломляющих побед в провинциях и готовую дать решительный бой ненавистному Риму…